# Ravnebjerg Sogn
Ravnebjerg Sogn  er et sogn i Hjallese Provsti (Fyens Stift).
Ravnebjerg Kirke blev i 1902 indviet som filialkirke til Sanderum Kirke. Ravnebjerg blev et kirkedistrikt i Sanderum Sogn, som hørte til Odense Herred i Odense Amt. Sanderum sognekommune inkl. kirkedistriktet blev ved kommunalreformen i 1970 indlemmet i Odense Kommune.
Ravnebjerg Kirkedistrikt blev i 2007 flyttet til Ubberud Sogn. Da kirkedistrikterne blev nedlagt 1. oktober 2010, blev Ravnebjerg udskilt som det selvstændige Ravnebjerg Sogn, men kirken fungerer som lejlighedskirke.